# رودلف هرمان لوتسه
رودلف هرمان لوتسه (به آلمانی: Rudolf Hermann Lotze) (۱۲ مه ۱۸۱۷ – ۱ ژوئیه ۱۸۸۱) فیلسوف و منطق‌دان آلمانی بود.

## زندگی‌نامه

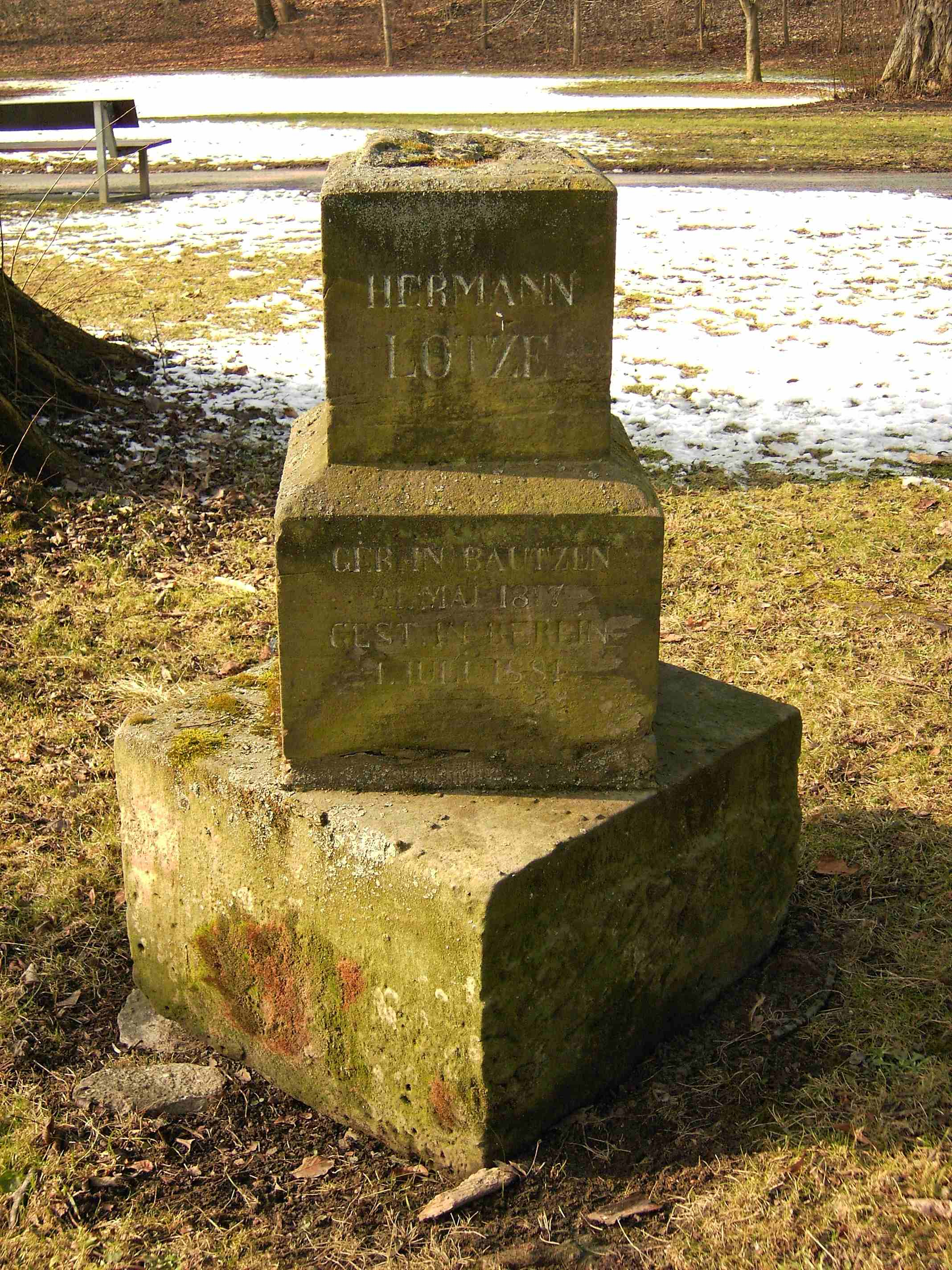
مزار لوتسه در گوتینگن

لوتسه در ساکسونی آلمان متولد شد. پدرش پزشک بود. وی تحصیلات دانشگاهی خود را در فلسفه و طب در دانشگاه لایپزیگ آغاز کرد و ۴ ماه پس از دریافت دکترای فلسفه، دکترای پزشکی را نیز به‌خاطر رساله‌اش تحت عنوان «De futurae biologiae principibus philosophicis» در ۱۸۳۸ دریافت کرد.

## فلسفهٔ لوتسه
هرچند امروزه لوتسه به‌ندرت خوانده می‌شود، اما طی دههٔ ۱۸۷۰ در انگلستان و آمریکا، به‌عنوان فیلسوفی آلمانی به عظمت کانت و هگل شناخته می‌شد. آثار اصلی او به انگلیسی ترجمه شده بود و در برنامه درسی دانشگاه‌ها گنجانده شد.
دو مفهوم کانتی «اعتبار» و «ارزش‌های» لوتسه، مبنای مکتب‌های نوکانتی ماربورگ و هایدلبرگ شد. در واقع پارادایم نوکانتی به کسانی اشاره می‌کند که تلاش کردند به پرسش از اعتبار کانتی پاسخ جدیدی در چارچوب اعتبار و ارزش‌هایی که در ابتدا توسط لوتسه مطرح شده بود بدهند.

## آثار

### منطق
کتاب «منطق» (به آلمانی: Logik) در سه جلد و در سال ۱۸۸۴ به چاپ رسید. لوتسه در اولین جلد کتاب خود، تحت عنوان سیستم به مفهوم منطق محض (به آلمانی: reinen Logik) می‌پردازد. از نظر او، زندگانی ذهنی ما یا «جریان تصورات» به‌طور ذاتی متضمن «پیوند» است و ایده‌ها در نسبت‌های توالی آشکار می‌شوند. در این کتاب لوتسه با ارائه تفسیر جدیدی از ایده‌های افلاطون (مُثُل)، آن‌ها را به عنوان اعتبار (به آلمانی: Geltung) شناخت‌شناسانه معرفی نمود. از این دیدگاه، ایده‌ها جنبهٔ هستی‌شناسانه نداشته و تنها محتوای اندیشه را تشکیل می‌دهند. ایده‌ها، به معنای واقعی، موجود نیستند و به کل بزرگتری تعلق دارند که لوتسه به آن «جهان اندیشه‌پذیر» (به آلمانی: denkbar Welt) می‌گوید. .
«از نظر لوتسه، این تفسیر بی‌معنا از افلاطون دربارهٔ وجود ایده‌ها در کنار وجود چیزهای محسوس، به این واقعیت بازمی‌گردد که زبان یونانی این ظرفیت را نداشت تا بتواند معنایی را که در زبان آلمانی توسط واژهٔ "Geltung" اظهار می‌شود انتقال دهد، بنابراین، افلاطون به آن‌ها تنها به عنوان موجود (به یونانی: οὐσία) اشاره می‌کند. این نظریه، در واقع، یک رئالیسم شناخت‌شناسانه‌است. »  تفسیر لوتسه از مفهوم مثل افلاطون به هوسرل کمک نمود تا اصطلاح گزارهٔ فی‌نفسه (به آلمانی: Satz an sich) بولتسانو را بهتر دریابد و از آن در کتاب پژوهش‌های منطقی خود استفاده کند.